# Winter Park (Colorado)
Winter Park é uma cidade  localizada no estado americano de Colorado, no Condado de Grand.

## Demografia
Segundo o censo americano de 2000, a sua população era de 662 habitantes.
Em 2006, foi estimada uma população de 717, um aumento de 55 (8.3%).

## Geografia
De acordo com o United States Census Bureau tem uma área de
20,9 km², dos quais 20,9 km² cobertos por terra e 0,0 km² cobertos por água.

## Localidades na vizinhança
O diagrama seguinte representa as localidades num raio de 24 km ao redor de Winter Park.